# Neoimpresionismus
Neoimpresionismus je termín zavedený francouzským kritikem umění Félixem Fénéonem v roce 1886, k charakteristice uměleckého hnutí založeného malířem Georgesem Seuratem. Nejznámější Seuratův obraz Nedělní odpoledne na ostrově Grande Jatte, jenž byl poprvé vystaven v pařížském Salonu nezávislých, datuje počátek hnutí. V 80. a 90. letech devatenáctého století reagovala řada francouzských malířů na rozmach modernismu, spojeného s vědeckými objevy včetně optiky, hledáním nových technik. Ovlivněni vědecky podloženým výkladem tahů štětce a teorií barev, rozpracovanou Chevreulem a Roodem, definovali malíři vlastní soudobé umění. V tvorbě se stoupenci neoimpresionismu snažili zobrazovat scenérie moderní urbanizace, stejně jako krajiny a mořská pobřeží. K hnutí neoimpresionistů jsou vztahovány pointilismus a divizionismus, jakožto dominantní techniky v rané fázi hnutí.
Část kritiků charakterizovala neoimpresionismus za první skutečné avantgardní hnutí v malířství. Rychlý zrod hnutí souvisel se silnou vazbou na anarchismus, který určoval tempo pro následná umělecká vyjádření. Hnutí a umělecká technika byly pokusem o „harmonizaci“ pohledu moderní vědy, anarchistické teorie a diskuse o hodnotách akademismu na sklonku devatenáctého století. Zástupci hnutí „přislíbili využití zrakové zkušenosti a psychobiologické teorie v hledání velké syntézy mezi ideálem a skutečností, dočasností a podstatou, vědou a temperamentem.“

## Představitelé hnutí
- Charles Angrand
- Anna Boch
- Henri-Edmond Cross
- Robert Delaunay
- Albert Dubois-Pillet
- Willy Finch
- Georges Lemmen
- Maximilien Luce
- Henri Matisse
- Jean Metzinger
- Hippolyte Petitjean
- Robert Antoine Pinchon
- Camille Pissarro
- Lucien Pissarro
- Théo van Rysselberghe
- Georges Seurat
- Paul Signac
- Jan Toorop
- Henry van de Velde

Časová osa životů
Neoimpresionisté

## Příklady obrazů

Georges Seurat, 1884–1886, Nedělní odpoledne na ostrově Grande Jatte, olej na plátně, 207,6 × 308 cm, Institut umění v Chicagu, Chicago
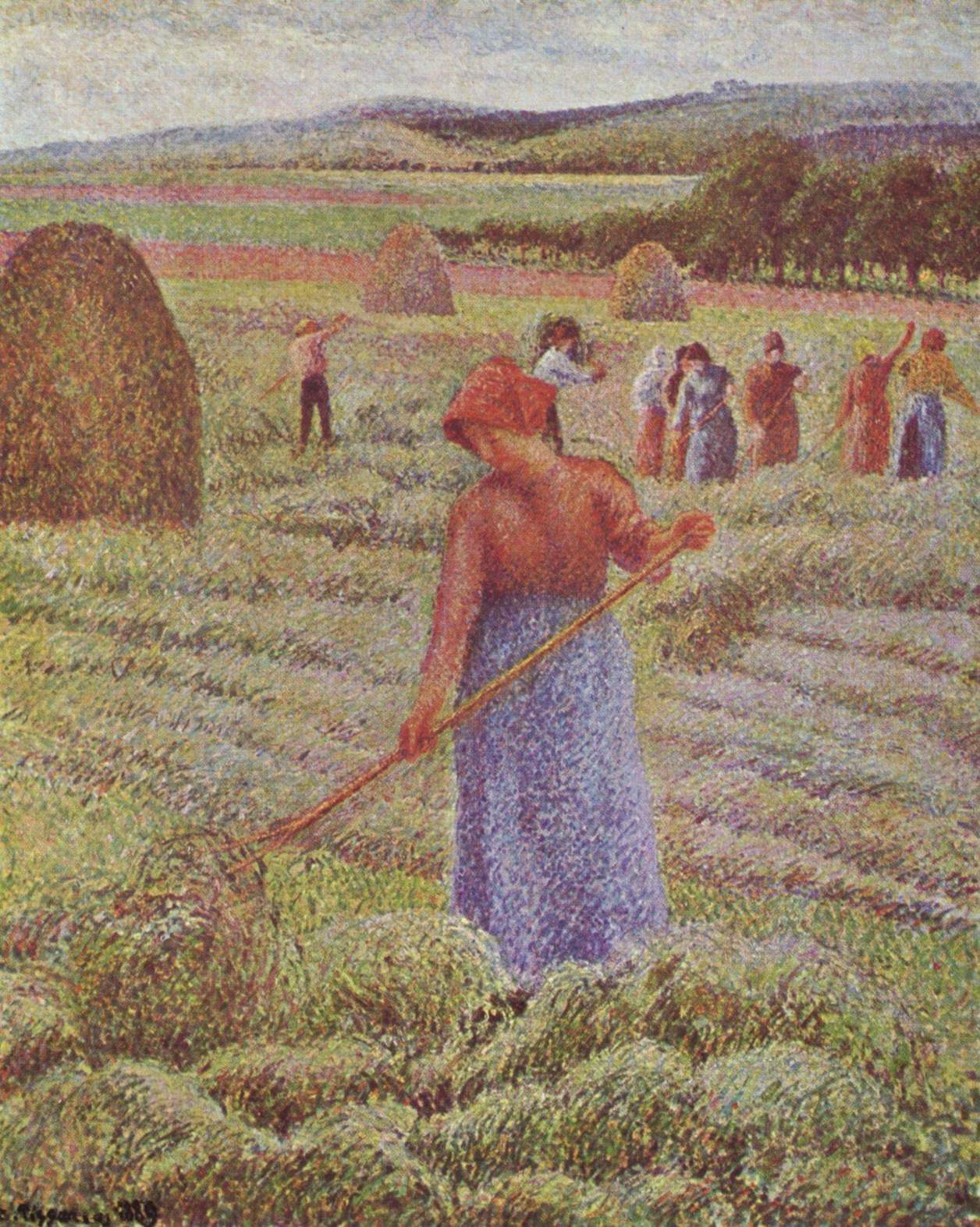
Camille Pissarro, Žně v Eragny-sur-Epte, 1889, olej na plátně, 73 × 60 cm, soukromá sbírka
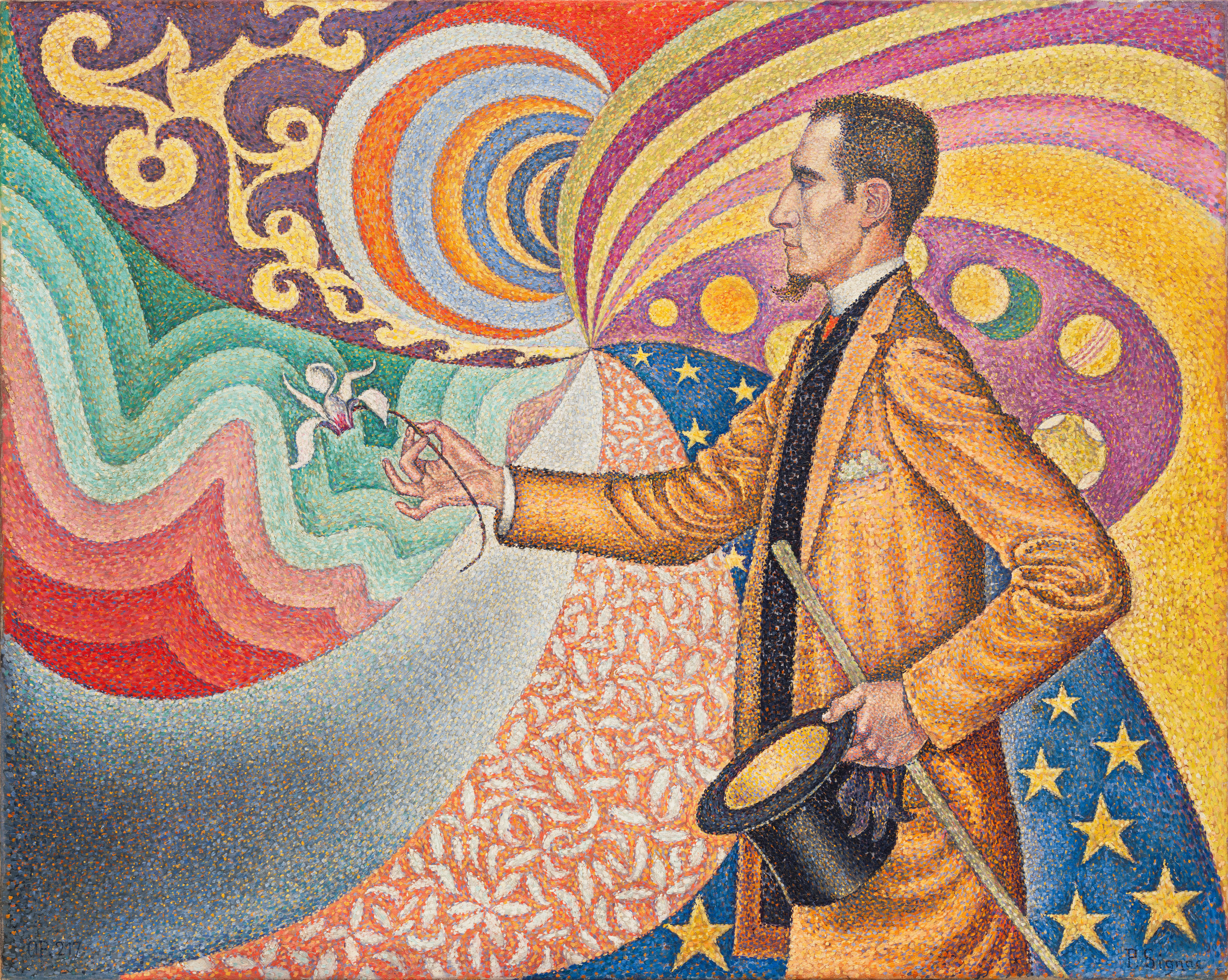
Paul Signac, 1890, Portrét Félixe Fénéona, olej na plátně, 73,7 × 92,5 cm, Muzeum moderního umění, New York
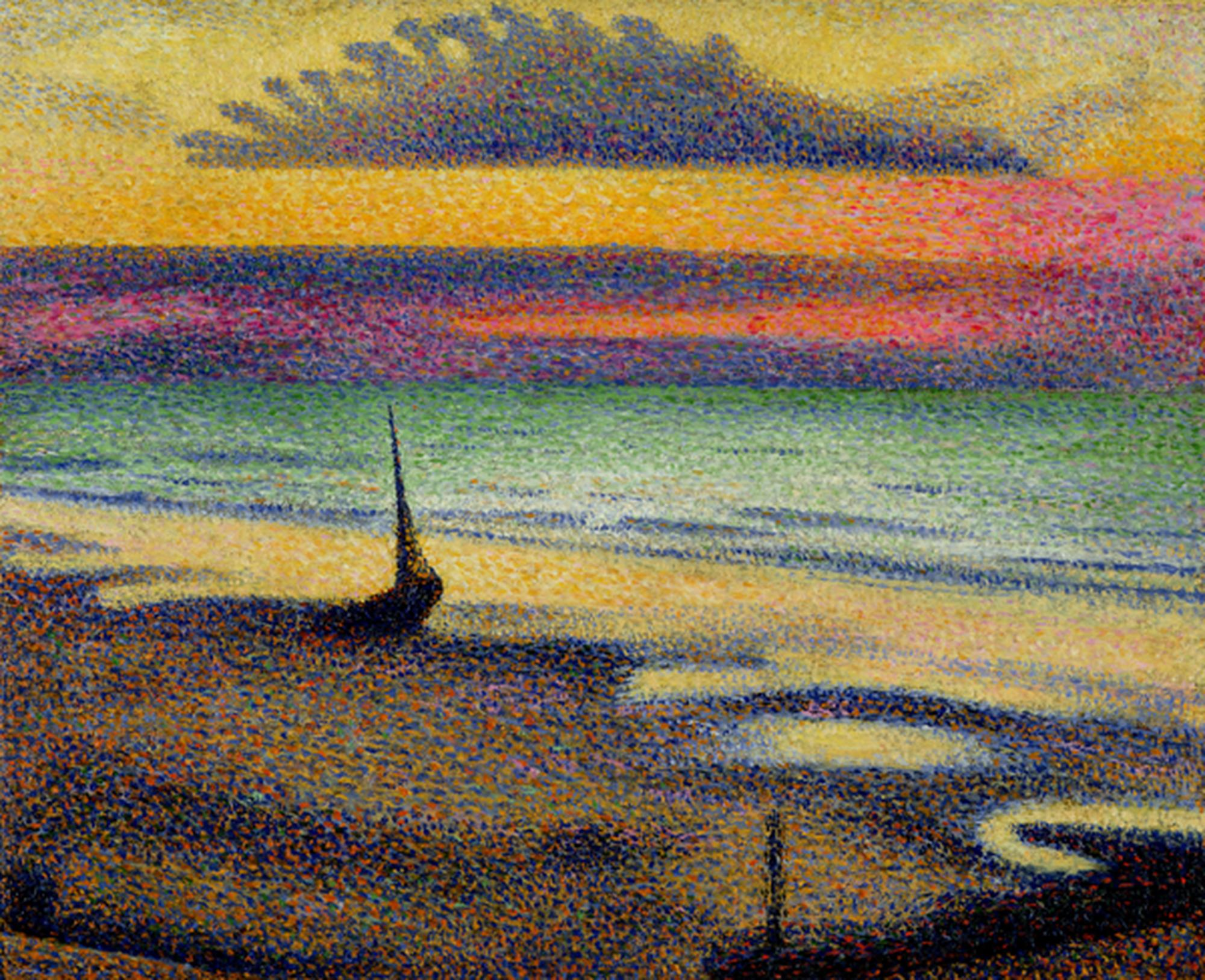
Georges Lemmen, Pláž v Heist-aan-Zee, 1891, olej na plátně, 37,5 x 45, cm, Muzeum Orsay, Paříž
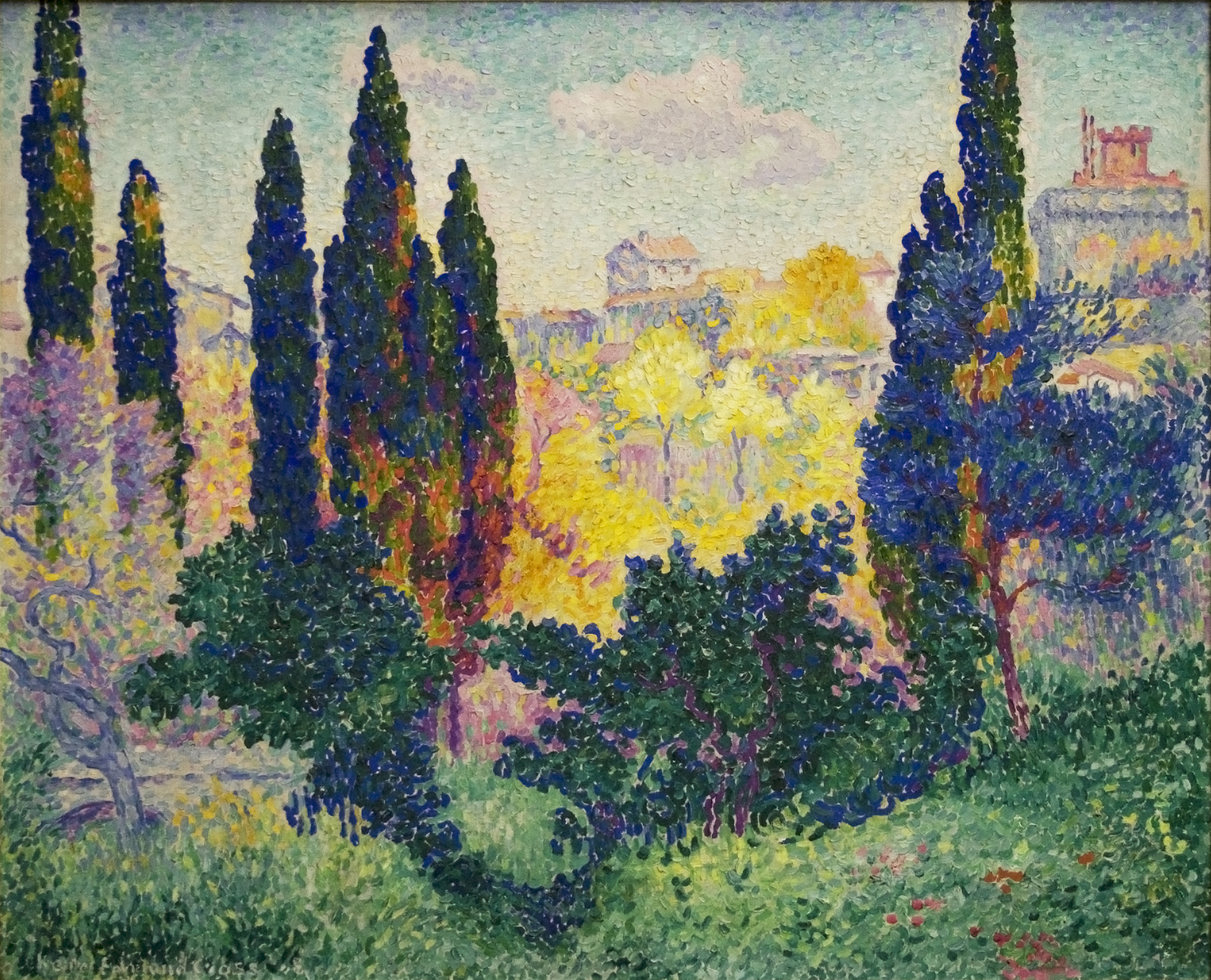
Henri-Edmond Cross, Cypřiše v Cagnes, 1908, olej na plátně, 81 x 100 cm, Muzeum Orsay, Paříž
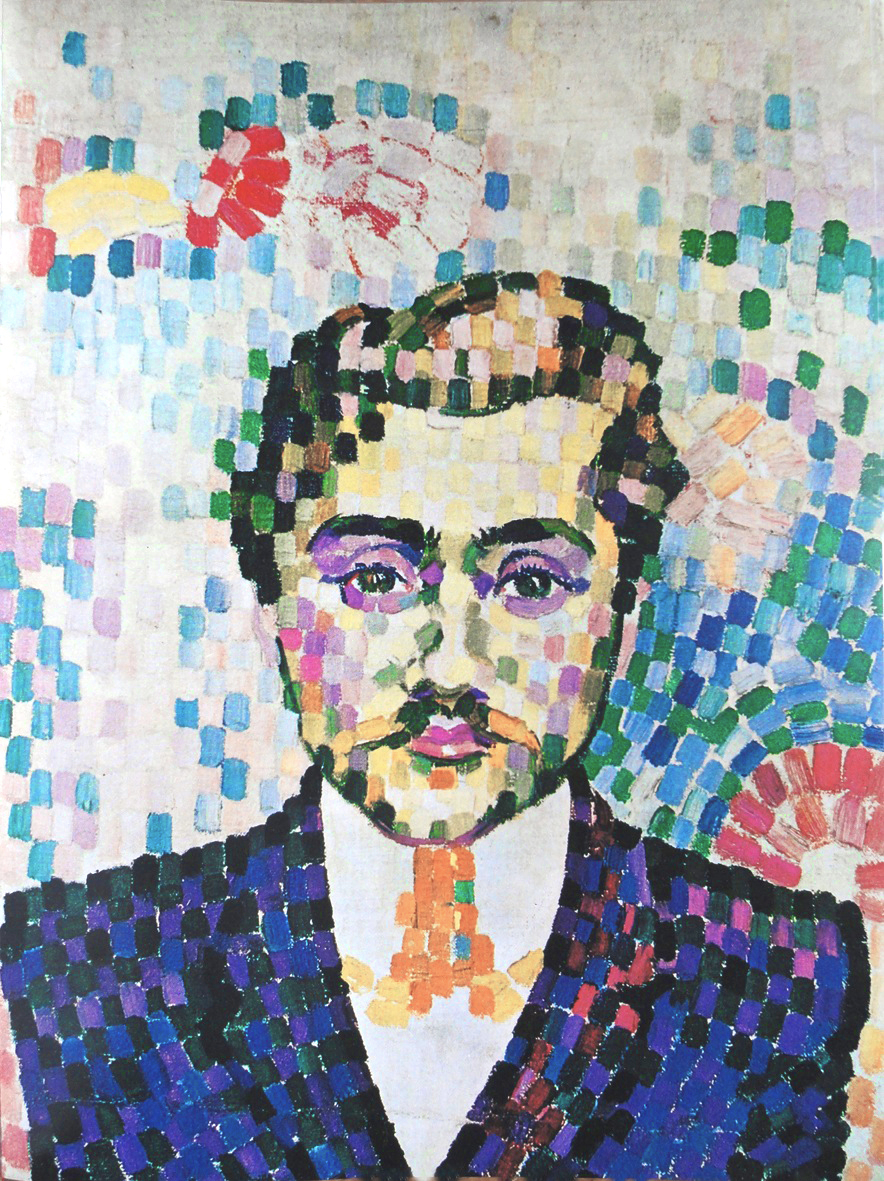
Robert Delaunay, Portrét Metzingera, 1906, olej na plátně, 55 x 43 cm, soukromá sbírka